# Henri Giraud
Henri Giraud, född 18 januari 1879 i Paris, död 11 mars 1949 i Dijon, var en fransk general som deltog i både första och andra världskriget.

## Biografi
Giraud blev brigadgeneral 22 december 1930, generalmajor 11 mars 1934, generallöjtnant 11 april 1936 och general 3 juni 1939. 
Giraud var medlem av högsta krigsrådet (Conseil Supérieur de la Guerre) från mars till september 1939. Efter andra världskrigets utbrott blev han 2 september 1939 befälhavare för 7:e franska armén. Han tillfångatogs 19 maj 1940 och hans flykt från tysk fångenskap på ett slott nära Dresden den 17 april 1942 till Gibraltar via Vichyfrankrike blev uppmärksammad.
År 1943 efterträdde Giraud amiral François Darlan som styresman i Nordafrika och bildade i juni 1943 tillsammans med de Gaulle det franska befrielseutskottet i Alger. Han utmanövrerades snart av de Gaulle, lämnade utskottet och avsattes 1944 som överbefälhavare.